# 건천휴게소

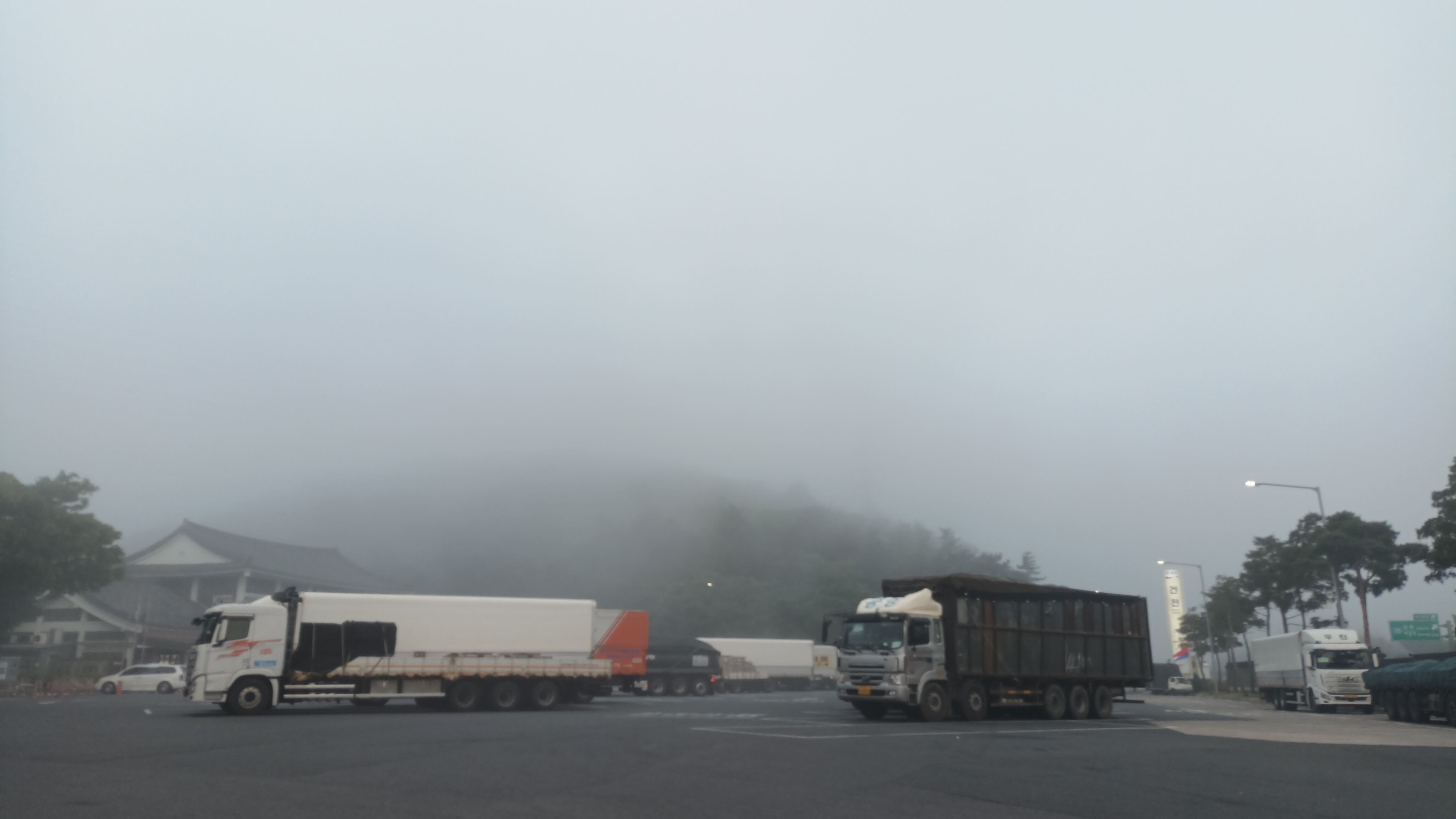
안개 속 건천휴게소

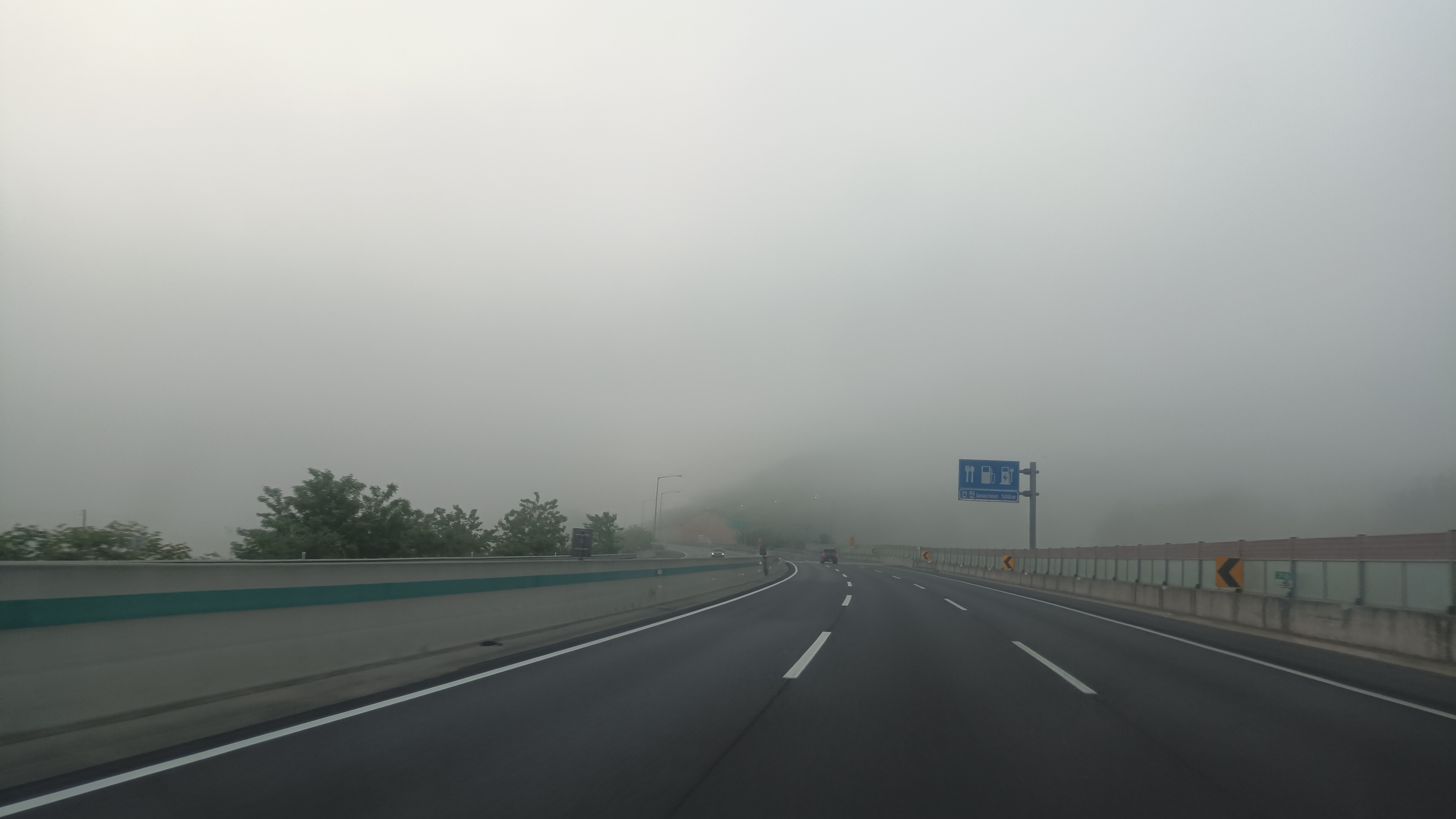
건천휴게소 500 m 안내 표지판

건천휴게소(乾川休憩所, Geoncheon Service area)은 경상북도 경주시 건천읍 방내리, 금척리에 위치한 경부고속도로의 고속도로 휴게소이다. 부산기점에서 76 km 떨어진 곳에 위치하며, 양방향 모두 휴게소가 존재한다. 주소는 서울 방향이 경상북도 경주시 건천읍 경부고속도로 76, 부산 방향이 경상북도 경주시 건천읍 경부고속도로 77이다.

## 시설

### 서울 방향
- 편의점
- 철판요리 코너
- 열린매장 코너
- 한식, 양식 전문점
- 경주빵 코너
- 종합안내소
- 주차장
- 현금인출기 : IBK기업은행
- 브랜드 매장 : 엔제리너스
- 경정비소 : 없음
- 화물휴게소 : 없음
- 정유사 : 알뜰주유소
- 대표음식 : 버섯 김치찌개
  - 북위 35° 49′ 55″ 동경 129° 06′ 33″ / 북위 35.8318997°  동경 129.1091501°

### 부산 방향
- 편의점
- 철판요리 코너
- 열린매장 코너
- 한식,양식 전문점
- 경주빵 코너
- 종합안내소
- 주차장
- 현금인출기
- 경정비소 : 없음
- 화물휴게소 : 없음
- 정유사 : 없음
- 대표음식 : 김치돼지찌개
  - 북위 35° 49′ 48″ 동경 129° 06′ 33″ / 북위 35.8299501°  동경 129.1092624°

## 다음 휴게소
상행선
- 경부고속도로 서울방향 경산휴게소 35km
- 상주영천고속도로 상주방향 삼국유사군위휴게소 53km

하행선
- 경부고속도로 부산방향 경주휴게소 17km

## 전후
서울 방향
- 건천 나들목 ← 건천휴게소 ← 경주 나들목
- 경산휴게소 ← 건천휴게소 ← 언양휴게소

부산 방향
- 건천 나들목 → 건천휴게소 → 경주 나들목
- 평사휴게소 → 건천휴게소 → 경주휴게소